# Joey Giardello
Carmine Orlando Tilelli, meglio noto come Joey Giardello (New York, 16 luglio 1930 – Cherry Hill, 4 settembre 2008), è stato un pugile statunitense, Campione del mondo dei pesi medi dal 1963 al 1965.

## Carriera

### Gli inizi
Nacque a New York nel distretto di Brooklyn, ma visse per lo più a Filadelfia. Come molti giovani italo-americani del popolare quartiere South Filly iniziò a praticare il pugilato, divenendo professionista nel 1948, a poco più di 18 anni.
Prima di calcare il palcoscenico della grande boxe, Giardello combatté lungamente con risultati alterni. L'unico avversario di un certo livello da lui incontrato in questo periodo fu il futuro campione del mondo dei pesi welter Johnny Saxton, da cui perse ai punti in dieci riprese il 29 settembre 1953 a Filadelfia, pur rendendogli 1,8 kg di peso. Dopo 102 match, con 16 sconfitte e 6 pareggi incontrò per la prima volta il suo grande avversario Dick Tiger perdendo al limite delle dieci riprese, il 6 settembre 1959 a Chicago. Cinque settimane più tardi, a Cleveland, Giardello si prese la rivincita battendo il nigeriano ai punti, ancora in dieci riprese.

### Incontri per il titolo mondiale dei pesi medi
La vittoria su Tiger gli dette il diritto di sfidare il campione mondiale dei pesi medi Gene Fullmer. Il 20 aprile 1960, Giardello costrinse al pareggio il suo avversario, in un incontro che consentì al campione in carica di mantenere il titolo. Il match, in 15 round, fu particolarmente aspro, soprattutto alla quarta ripresa, quando i contendenti si ferirono entrambi alle arcate dell'occhio con due testate inferte in momenti differenti. Contrariamente ai due giudici che avevano dato il pari, l'arbitro aveva visto Fullmer in vantaggio di due punti. 
Giardello riprese a combattere con alterni risultati. L’11 ottobre 1960, a Wembley, perse ai punti dal britannico Terry Downes anche se - a suo dire - aveva combattuto con una frattura alla mano destra a partire dalla seconda o dalla terza ripresa. Il 6 marzo 1961 perse nettamente ai punti in dieci riprese con il futuro campione del mondo dei superwelter, Ralph Dupas. Quattro mesi dopo subì una sconfitta, sempre ai punti, da Henry Hank. Successivamente sconfisse Hank ai punti, il 30 gennaio 1962, a Filadelfia, con un verdetto non unanime, in dieci riprese. In tale occasione, Giardello fu ferito al naso già alla seconda ripresa e sanguinò praticamente per tutto il match. L'incontro fu dichiarato  fight of the year del 1962 dalla rivista specializzata Ring Magazine.
Il 24 giugno 1963, l'italo-americano pose fine al sogno del "grande" Sugar Ray Robinson di combattere nuovamente per il titolo mondiale dei medi. Giardello lo atterrò nel 4º round, ma il quarantaduenne ex pluricampione del mondo riuscì a rialzarsi al conteggio di nove. Robinson rischiò anche di essere nuovamente atterrato nel 6º round, ma venne salvato dalla campana. Il verdetto in favore di Giardello fu unanime. La vittoria su Robinson attribuì a Giardello il diritto di sfidare ancora Dick Tiger che, nel frattempo, aveva conquistato la cintura mondiale, sconfiggendo Fullmer.
Il 7 dicembre 1963, ad Atlantic City, Joey Giardello conquistò il titolo mondiale dei pesi medi sconfiggendo Tiger ai punti in 15 round. L'arbitro e giudice unico dell'incontro attribuì a Giardello otto riprese contro le cinque in favore del suo avversario.
Difese il titolo a Filadelfia, il 14 dicembre 1964 contro Rubin Carter, detto "The Hurricane". Giardello fu in forte difficoltà  alla quarta ripresa, quando si ferì nuovamente all'occhio e fu scosso da un gancio sinistro dell'avversario. Nei round successivi assunse però il controllo dell'incontro aggiudicandosi chiaramente le ultime cinque riprese e vincendo per decisione unanime.
Ormai trentacinquenne, perse il titolo il 21 ottobre 1965, alla seconda difesa, quando fu sconfitto ai punti in 15 round dal rivale Dick Tiger, con un verdetto indiscusso. Combatté ancora solo quattro incontri, sino al 1967, quando abbandonò la boxe.
La International Boxing Hall of Fame lo ha riconosciuto fra i più grandi pugili di ogni tempo. Nel 2004 la rivista The Ring lo ha collocato al 19º posto in una propria classifica dei migliori pesi medi della storia del pugilato. Gli è dedicata una statua a South Philly nella piazzetta davanti al museo degli Italiani.